# Fistulaphantes
Fistulaphantes canalis es una especie de araña araneomorfa de la familia Linyphiidae. Es el único miembro del género monotípico Fistulaphantes.

## Distribución
Se encuentra en  Nepal.